# 金勝里央
金勝 里央（かねかつ りお、1999年3月11日 - ）は、日本の女子サッカー選手。ポジションはディフェンダー。

## 来歴
浦和レッズ・レディースユースに所属していた2016年9月に、U-17女子ワールドカップに臨むU-17日本代表に選出された。大会では4試合に出場し、日本は準優勝だった。
その後は武蔵丘短期大学でプレーした。

## 代表歴
- U-17日本代表
  - 2016 FIFA U-17女子ワールドカップ; 準優勝（4試合出場）